# Агнес фон Хабсбург (1257 – 1322)
Агнес Гертруда фон Хабсбург (на немски: Agnes (Gertrud) von Habsburg; * 1257, Рейнфелден; † 11 октомври 1322, Витенберг) от род Хабсбурги, е чрез женитба курфюрстиня на Саксония и херцогиня на Саксония-Витенберг (1273 – 1298).

## Живот
Дъщеря е на римско-немския крал Рудолф I (1218 – 1291) и първата му съпруга Гертруда фон Хоенберг (1225 – 1281). Сестра е на римско-немския крал Албрехт I (1255 – 1308).
Агнес се омъжва на 24 октомври 1273 г. във Витенберг за курфюрст Албрехт II (1250 – 1298) от рода на Асканите, основател на херцогството Саксония-Витенберг.
Албрехт II умира на 25 август 1298 г. по време на битка на Елба. До 1302 г. Агнес е регент на малолетния им син Рудолф I.
Тя е погребана до съпруга си във франсцисканската църква на Витенберг.

## Деца
- Рудолф I (* 1284, † 12 март 1356), курфюрст на Саксония, херцог на Саксония-Витенберг
- Ото († 1349) ∞ Луция от Далмация
- Алберт II (* 1285, † 19 май 1342), епископ на Пасау (1320 – 1342)
- Венцел († 17 март 1327), домхер в Халберщат
- Елизабет († 3 март 1341) ∞ 1317 Обицо III д’Есте в Италия
- Анна († 22 ноември 1327)

1. ∞ 8 август 1308 в Майсен маркграф Фридрих der Lahme (1293 – 1315), син на Фридрих I от Майсен
2. ∞ 6 юли 1315 херцог Хайнрих II от Мекленбург наричан „Лъвът“ (* 1267, Рига; † 21 януари 1329, Доберан)